# Xã Pleasant, Quận Winneshiek, Iowa
Xã Pleasant (tiếng Anh: Pleasant Township) là một xã thuộc quận Winneshiek, tiểu bang Iowa, Hoa Kỳ. Năm 2010, dân số của xã này là 438 người.